# Aprenentatge predictiu
L'aprenentatge predictiu és una tècnica d'aprenentatge automàtic (ML) en què un model d'intel·ligència artificial rep noves dades per desenvolupar una comprensió del seu entorn, capacitats i limitacions. Aquesta tècnica troba aplicació en moltes àrees, com ara la neurociència, els negocis, la robòtica i la visió per computador. Aquest concepte va ser desenvolupat i ampliat pel científic informàtic francès Yann LeCun el 1988 durant la seva carrera a Bell Labs, on va entrenar models per detectar l'escriptura a mà perquè les empreses financeres poguessin automatitzar el processament de xecs.
Els fonaments matemàtics de l'aprenentatge predictiu es remunten al segle XVII, quan la companyia d'assegurances britànica Lloyd's utilitzava l'analítica predictiva per obtenir beneficis. Començant com un concepte matemàtic, aquest mètode va ampliar les possibilitats de la intel·ligència artificial. L'aprenentatge predictiu és un intent d'aprendre amb un mínim d'una estructura mental preexistent. Es va inspirar en el relat de Jean Piaget sobre els nens que construeixen coneixement del món a través de la interacció. El llibre Made-up Minds de Gary Drescher va ser crucial per al desenvolupament d'aquest concepte.
La idea que el cervell utilitza les prediccions i la inferència inconscient per construir un model del món, en el qual pot identificar les causes de les percepcions, es remunta encara més a la iteració d'aquest estudi per part de Hermann von Helmholtz. Aquestes idees van ser desenvolupades encara més en el camp de la codificació predictiva. Una altra teoria d'aprenentatge predictiu relacionada és el marc de predicció de memòria de Jeff Hawkins, que s'exposa al seu llibre On Intelligence.

## Procediments matemàtics

### Procés de formació
De manera similar a l'aprenentatge automàtic, l'aprenentatge predictiu té com a objectiu extrapolar el valor d'una variable dependent desconeguda. {\displaystyle Y}, donades dades d'entrada independents {\displaystyle X=(x_{1},x_{2},\dots ,x_{n})}. Un conjunt d'atributs es pot classificar en dades categòriques (factors discrets com ara raça, sexe o afiliació) o dades numèriques (valors continus com ara temperatura, ingressos anuals o velocitat). Cada conjunt de valors d'entrada s'introdueix a una xarxa neuronal per predir un valor {\displaystyle y}. Per tal de predir la sortida amb precisió, els pesos de la xarxa neuronal (que representen quant afecta cada variable predictora el resultat) s'han d'ajustar incrementalment mitjançant retropropagació per produir estimacions més properes a les dades reals.
Un cop que un model d'aprenentatge automàtic (ML) rep prou ajustaments mitjançant l'entrenament per predir valors més propers a la realitat, hauria de ser capaç de predir correctament els resultats de les noves dades amb poc error.

### Maximitzar la precisió
Per tal de garantir la màxima precisió d'un model d'aprenentatge predictiu, els valors predits {\displaystyle {\hat {y}}=F(x)} no ha de superar un cert llindar d'error en comparació amb els valors reals {\displaystyle y} per la fórmula del risc:
{\displaystyle R(F)=E_{xy}L(y,F(x))}
on {\displaystyle L} és la funció de pèrdues, {\displaystyle y} és la veritat fonamental, i {\displaystyle F(x)} són les dades previstes. Aquesta funció d'error s'utilitza per fer ajustaments incrementals als pesos del model per arribar finalment a una predicció ben entrenada de:
{\displaystyle F^{*}(x)={\underset {F(x)}{\operatorname {argmin} }}\,E_{xy}}{\displaystyle L(y,F(x))}
Un cop l'error és insignificant o es considera prou petit després de l'entrenament, es diu que el model ha convergit.

### Aprenentatge conjunt
En alguns casos, l'ús d'un únic enfocament d'aprenentatge automàtic no és suficient per crear una estimació precisa per a determinades dades. L'aprenentatge conjunt és la combinació de diversos algoritmes d'aprenentatge automàtic per crear un model més fort. Cada model està representat per la funció
{\displaystyle F(x)=a_{0}+\sum _{m=1}^{M}a_{m}f_{m}(x)} ,
on {\displaystyle M} és el nombre de models de conjunt, {\displaystyle a_{0}} és el biaix, {\displaystyle a_{m}} és el pes corresponent a cada {\displaystyle m} variable -èsima, i {\displaystyle f_{m}(x)} és la funció d'activació corresponent a cada variable. Un model d'aprenentatge conjunt es representa com una combinació lineal de les prediccions de cada enfocament constituent,
{\displaystyle {\hat {a}}_{m}={\underset {a_{m}}{\operatorname {argmin} }}\sum _{i=1}^{N}L\left(y_{i},a_{0}+\sum _{m=1}^{M}a_{m}f_{m}(x_{i})\right)+\lambda \sum _{m=1}^{M}|a_{m}|}
on {\displaystyle y_{i}} és el valor real, el segon paràmetre és el valor predit per cada mètode constituent, i {\displaystyle \lambda } és un coeficient que representa la variació de cada model per a una determinada variable predictora.

## Aplicacions

### Desenvolupament cognitiu

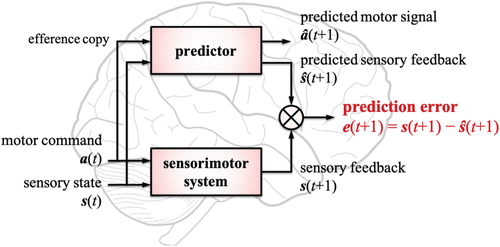
L'arquitectura d'aprenentatge predictiu de la Dra. Yukie Nagai per predir senyals sensoriomotors

Els senyals sensoriomotors són impulsos neuronals que s'envien al cervell després del tacte físic. L'ús de l'aprenentatge predictiu per detectar senyals sensoriomotors juga un paper clau en el desenvolupament cognitiu primerenc, ja que el cervell humà representa els senyals sensoriomotors de manera predictiva (intenta minimitzar l'error de predicció entre els senyals sensorials entrants i la predicció de dalt a baix). Per tal d'actualitzar un predictor no ajustat, s'ha d'entrenar mitjançant experiències sensoriomotores, ja que no té inherentment capacitat de predicció. En un article de recerca recent, el Dr. Yukie Nagai va suggerir una nova arquitectura en l'aprenentatge predictiu per predir senyals sensoriomotors basada en un enfocament de dos mòduls: un sistema sensoriomotor que interactua amb l'entorn i un predictor que simula el sistema sensoriomotor al cervell.

### Memòria espaciotemporal
Els ordinadors utilitzen l'aprenentatge predictiu en la memòria espaciotemporal per crear completament una imatge donats els fotogrames constituents. Aquesta implementació utilitza xarxes neuronals predictives recurrents, que són xarxes neuronals dissenyades per treballar amb dades seqüencials, com ara sèries temporals. L'ús de l'aprenentatge predictiu juntament amb la visió per computador permet als ordinadors crear les seves pròpies imatges, cosa que pot ser útil a l'hora de replicar fenòmens seqüencials com ara la replicació de cadenes d'ADN, el reconeixement facial o fins i tot la creació d'imatges de raigs X.

### Comportament del consumidor a les xarxes socials
En un estudi recent, es van recopilar dades sobre el comportament dels consumidors de diverses plataformes de xarxes socials com Facebook, Twitter, LinkedIn, YouTube, Instagram i Pinterest. L'ús de l'analítica d'aprenentatge predictiu va portar els investigadors a descobrir diverses tendències en el comportament dels consumidors, com ara determinar l'èxit d'una campanya, estimar un preu just per a un producte per atraure consumidors, avaluar la seguretat de les dades i analitzar el públic específic dels consumidors als quals podrien dirigir-se per a productes específics.